# St. Johns (Michigan)
St. Johns è un comune degli Stati Uniti d'America, situato nello Stato del Michigan, nella contea di Clinton, della quale è il capoluogo.